# Hosam Bakr Abdin
Hosam Hussein Bakr Abdin (* 26. Oktober 1985 in Port Said) ist ein ägyptischer Boxer im Mittelgewicht. Er war Teilnehmer der Olympischen Spiele 2008 und qualifizierte sich auch für die Olympischen Spiele 2016. 
Er begann 1998 mit dem Boxen, ist 1,83 m groß und Linksausleger.

## Kontinentale Erfolge
Hosam Abdin gewann ab 2007 zahlreiche Medaillen bei interkontinentalen Meisterschaften im afrikanischen und arabischen Raum. Seine größten Erfolge sind die Goldmedaillen bei den Panarabischen Spielen 2007, der Afrikanischen Olympiaqualifikation 2008, den Arabischen Meisterschaften 2009 und den Afrikanischen Meisterschaften 2015.
Weiters gewann er die Silbermedaillen bei den Afrikanischen Meisterschaften 2007 und 2017, den Arabischen Militärmeisterschaften 2007, den Panarabischen Spielen 2011 und den Mittelmeerspielen 2013. Bronzemedaillen gewann er bei den Arabischen Meisterschaften 2007, den Afrikaspielen 2007 und den Mittelmeerspielen 2009.

## Weltmeisterschaften und Olympische Spiele
2007 schied er bei den Weltmeisterschaften in Chicago in der zweiten Vorrunde gegen den Russen und amtierenden Europameister Andrei Balanow aus. 2008 gewann er nach einem verletzungsbedingten Ausstieg im Halbfinale eine Bronzemedaille bei den Militär-Weltmeisterschaften in Baku.
Nach Gewinn der Afrikanischen Qualifikation startete er bei den Olympischen Spielen 2008 in Peking. Dort erreichte er mit einem Punktesieg gegen den amtierenden Vize-Weltmeister Non Boonjumnong aus Thailand das Viertelfinale. Beim Kampf um den Einzug in die Medaillenränge, verlor er gegen den Kubaner Carlos Banteur.
Bei den Weltmeisterschaften 2009 in Mailand unterlag er in der zweiten Vorrunde gegen den späteren Goldmedaillengewinner Jack Culcay-Keth aus Deutschland. Gegen einen weiteren Deutschen verlor er bei den Weltmeisterschaften 2013 in Almaty, als er erst im Achtelfinale gegen Stefan Härtel ausschied.
Bei den Weltmeisterschaften 2015 in Doha, zog er als erster ägypter Boxer seit zehn Jahren in ein WM-Halbfinale ein. Ihm war dabei unter anderem im Viertelfinale ein Sieg gegen den Inder Vikas Krishan gelungen. Beim Kampf um den Finaleinzug schied er jedoch gegen den Kubaner Arlen López aus und gewann eine Bronzemedaille. Durch einen anschließenden Sieg gegen den zweiten Bronzemedaillengewinner Michael O’Reilly aus Irland, qualifizierte er sich zudem für die Olympischen Sommerspiele 2016 in Rio de Janeiro. Abdin war zuvor Teilnehmer der APB-Serie des Amateurboxverbandes, zur Qualifikation für die Olympischen Spiele 2016. Dort bestritt er fünf Kämpfe, von denen er einen gewann.
Bei den Olympischen Spielen 2016 besiegte er in der Vorrunde Merven Clair aus Mauritius und im Achtelfinale Wilfried Ntsengue aus Kamerun. Im Viertelfinale schied er dann gegen den Mexikaner Misael Rodríguez aus. 
Bei den Weltmeisterschaften 2017 in Hamburg unterlag er im Achtelfinale gegen Troy Isley.